# 노르딘 암라바트
누레딘 "노르딘" 암라바트(Noureddine "Nordin" Amrabat, 1987년 3월 31일 ~ )는 모로코의 축구 선수로, 포지션은 윙어이다. 현재 AEK 아테네에서 뛰고 있다. 그의 동생은 소피안 암라바트이다.